# Facultatea de Construcții Civile, Industriale și Agricole a Universității Tehnice de Construcții din București
Facultatea de Construcții Civile, Industriale din cadrul Universității Tehnice de Construcții din București pregătește ingineri și subingineri constructori pentru activitatea de proiectare, cercetare și executare de construcții civile.

## Istoric
Facultatea de Construcții Civile, Industriale si Agricole este continuatoarea directă a tradițiilor Școlii Naționale de Poduri și Șosele din București, prima scoală superioară tehnică din țară - înființată în anul 1867 și transformată apoi în anul 1921 în Școala Politehnică, în cadrul căreia studenții constructori erau pregătiți în trei secții: construcții, hidrotehnică și căi de comunicații.
Școala Natională de Poduri și Șosele și, apoi, Facultatea de Construcții din cadrul Școlii Politehnice au format ingineri constructori sub îndrumarea unor cadre didactice de mare valoare și prestigiu: Spiru Haret, Anghel Saligny, Elie Radu, Gheorghe Țițeica, David Emanuel, Traian Lalescu, Andrei Ioachimescu, Gheorghe Filipescu, N. Vasilescu Karpen, Ion Ionescu s.a. prin ale căror strădanii și realizări au fost puse bazele științei și tehnicii construcțiilor din România.
În toamna anului 1948, ca urmare a reformei învățământului, Facultatea de Construcții s-a desprins din Școala Politehnica formând un institut de sine stătător, Institutul de Construcții Bucuresți, în cadrul căruia Facultatea de Construcții Civile si Industriale a fost chemată să îndeplinească un rol important în pregătirea cadrelor tehnice superioare de constructori.
In 1968, au luat ființă secțiile de subingineri zi și seral ale facultății, iar în 1975 denumirea s-a schimbat în "Facultatea de Construcții Civile, Industriale si Agricole", subliniindu-se astfel locul care-i revine în formarea de ingineri și subingineri constructori pentru activitatea de proiectare, cercetare și executare a construcțiilor civile, social-culturale, industriale și agrozootehnice.
In anul 1994 au fost înființate două specializări noi: Ingineria și Managementul Lucrărilor de Construcții (IMLC - profilul Inginerie Economică), actualmente Inginerie Economică în Construcții (IEC) și Inginerie Urbană, Construcția și Gestiunea Localităților (IUCGL - profil Construcții) actualmente Inginerie Urbană și Dezvoltare Regională (IUDR) în vederea asigurării specialiștilor pentru noile condiții socio-economice.
Din 1994 s-au organizat cicluri de studii de aprofundare cu durata de 1 an la specializările:
- Ingineria structurilor de construcții, ce cuprindea discipline ca: structuri pentru construcții specile: concepte moderne în alcătuirea și calculul structurilor din beton armat la acțiuni seismice; structuri metalice multietajate; structuri metalice din aluminiu, uși și ferestre, probleme speciale de stabilitate a elementelor structurale metalice ș.a.;
- Ingineria geotehnică, care avea în tematică: fizica mediilor poroase; geotehnica mediului înconjurător; interacțiunea teren-structuri; fundații în condiții speciale; sinteze de cercetare ș.a.;
- Metode avansate în calculul construcțiilor, cu teme cum ar fi: fundamente teoretice pentru codurile de acțiuni seismice și climatice; metode numerice în teoria structurilor; aplicații ale proceselor aleatoare în dinamica structurilor ș.a.;
- Management în construcții, aprofundează formarea tehnico-economică de profil pentru ingineri specialiști în management. Aria curiculară: management în construcții, managementul proiectelor asistate de calculator, managementul investițional, economia și gestiunea întreprinderii, analize economice, marketing, legislație în construcții;
- Tehnologii speciale în construcții, unde erau prevăzute discipline ca: tehnica lucrărilor de zidării; izolații și finisaje, tehnologii speciale; analize economice; asigurarea calității construcțiilor ș.a.;

## Conducere
- Decan Daniela PREDA Arhivat în 16 februarie 2010, la Wayback Machine. - Profesor Universitar Doctor Inginer